# Mendidius calliger
Mendidius calliger är en skalbaggsart som beskrevs av Sahlberg 1908. Mendidius calliger ingår i släktet Mendidius och familjen Aphodiidae. Inga underarter finns listade i Catalogue of Life.